# El amor empieza a medianoche
El amor empieza a medianoche es una película española de comedia estrenada el 18 de febrero de 1974, dirigida por Pedro Lazaga y con actuación de Concha Velasco, Javier Escrivá y Chris Avram. El guion, de Santiago Moncada, está basado en su obra de teatro Juegos de medianoche.

## Sinopsis
Elena y Ricardo se conocen en la clínica donde están ingresados los cónyuges de ambos. Finalmente los dos mueren y tras este traumático suceso, Ricardo y Elena se enamoran e incluso terminan casándose. Tras años juntos, empiezan a caer en la vida monótona y rutinaria y Elena decide dejar que Andrés, un empleado de Ricardo sea su admirador y se deja cortejar por él. Ricardo se entera de esta situación y empieza a hacer lo que esté en sus manos para recuperarla.

## Reparto
- Concha Velasco: Elena.
- Javier Escrivá: Ricardo.
- Chris Avram: Andrés.
- Helga Liné: Luisa.
- Fernando Guillén: Javier.
- Armando Calvo: Paco.
- Mabel Karr: una invitada.
- Saturno Cerra: Arana.
- Emilia Rubio: Isabel.
- Beni Deus: un individuo en el cementerio.
- Loreta Tovar: secretaria.
- Bárbara Rey: mujer de Arana.
- Juan Cazalilla: un hombre vulgar.